# (500615) 2012 UZ145
(500615) 2012 UZ145 es un asteroide perteneciente al cinturón de asteroides, región del sistema solar que se encuentra entre las órbitas de Marte y Júpiter, descubierto el 19 de octubre de 2012 por el equipo del Mount Lemmon Survey desde el Observatorio del Monte Lemmon, Arizona, Estados Unidos.

## Designación y nombre
Designado provisionalmente como 2012 UZ145. 

## Características orbitales
2012 UZ145 está situado a una distancia media del Sol de 3,133 ua, pudiendo alejarse hasta 3,437 ua y acercarse hasta 2,830 ua. Su excentricidad es 0,096 y la inclinación orbital 10,65 grados. Emplea 2026,38 días en completar una órbita alrededor del Sol.

## Características físicas
La magnitud absoluta de 2012 UZ145 es 15,8. 